# Meroscelisus violaceus
Meroscelisus violaceus är en skalbaggsart som beskrevs av Audinet-serville 1832. Meroscelisus violaceus ingår i släktet Meroscelisus och familjen långhorningar.
Artens utbredningsområde är Paraguay. Inga underarter finns listade i Catalogue of Life.